# Tjugene
Il Tjugene (in russo  Тюгене?), chiamato anche Berge-Tjugene (Берге-Тюгене) è un fiume della Russia siberiana orientale, affluente di sinistra della Lena. Scorre nel Gornyj ulus e nel Kobjajskij ulus della Sacha (Jacuzia).

## Descrizione
Il Tjugene ha origine a sud-ovest dell'insediamento di Abaranda in una taiga di larici, sul versante nord-orientale dell'altopiano della Lena. Scorre per la maggior parte del suo corso nel bassopiano della Jacuzia centrale, prima in direzione settentrionale, poi gira a nord-est e infine verso nord. Nel corso inferiore il fiume prende il nome di Berge-Tjugene e scorre in una zona paludosa fra molti laghi. Sfocia nel canale secondario della Lena chiamato Chatyng-Tumusach, a nord dell'insediamento di Kal'vica.
La lunghezza del Tjugene è di 492 km, l'area del suo bacino è di 8 740 km². Fra i suoi maggiori affluenti vi sono l'Olom (71 km), il Lamlara (70 km) e il Čjuëlju (78 km). 